# Partito Guatemalteco del Lavoro
Il Partito Guatemalteco del Lavoro (in spagnolo Partido Guatemalteco del Trabajo) è stato un partito comunista del Guatemala.
Esistito dal 1949 al 1998, ha guadagnato importanza durante il governo di Jacobo Arbenz Guzmán ed è stato un partito d'opposizione ai vari regimi che si succedettero dopo la caduta di Arbenz. Durante questi regimi il partito divenne una costituente della guerriglia nella guerra civile del paese.

## Risultati elettorali
| Elezioni         | Voti | Seggi  |
| ---------------- | ---- | ------ |
| Legislative 1950 |      | 3 / 58 |
| Legislative 1953 |      | 4 / 56 |
| Legislative 1953 |      | 4 / 56 |